# Liste der Straßen und Plätze in Berlin-Schmargendorf

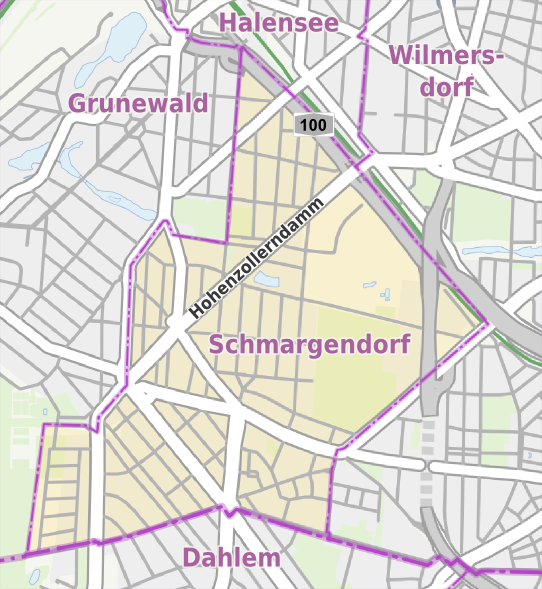
Übersichtskarte von Berlin-Schmargendorf

Die Liste der Straßen und Plätze in Berlin-Schmargendorf beschreibt das Straßensystem im Berliner Ortsteil Schmargendorf mit den entsprechenden historischen Bezügen. Gleichzeitig ist diese vollständige Liste ein Teil des Gesamtprojektes Straßen und Plätze in Berlin.

## Überblick
Die Bundesautobahn 100 bildet im Osten die Grenze zu Halensee und Wilmersdorf. Ein Teil der ehemaligen Bundesautobahn 104 mit dem Autobahnkreuz Wilmersdorf liegt ebenfalls in Schmargendorf. Die A 104 wurde zu einem Ast der A 100 herabgestuft und hat deshalb keine eigene Nummer mehr, die sie als eigenständige Bundesautobahn ausweist. Zwischen den beiden Autobahnen liegt das Kraftwerk Berlin-Wilmersdorf. Im Einzelnen gehören auf dem Gebiet des Ortsteils Autobahnfahrbahnen im Berliner Straßensystem 1750 Meter Haupt-, Verbindungsfahrbahn der A 100, die Verbindungsfahrbahn (990 Meter) der A 100 zur A 103, sowie 1540 Meter der A 100 (Südwestfahrbahnen am Autobahnkreuz Schöneberg und der AS Saarstraße) zum großräumigen Straßensystem (Kategorie I). Zum übergeordneten Straßensystem Berlins gehört die Hauptfahrbahn der A 100 zwischen AS Schmargendorf und Ausfahrt Mecklenburgische Straße mit 1690 Metern sowie 2200 Meter der Ein- und Ausfahrtbahnen der A 100 und 580 Meter der A 103. Die Einfahrt Ost von der Mecklenburgischen Straße an der AS Schmargendorf (A 100) ist dem örtlichen Straßensystem zugeordnet.
Im Ortsteil befinden sich 78 gewidmete Straßen und neun Plätze. 18 Straßen davon setzen sich in benachbarten Ortsteilen mit dem gleichen Namen fort. Die gesamte Länge dieser Straßen im Ortsteil beträgt 39,5 Kilometer.
Nach der Eröffnung der Ringbahnstation Schmargendorf und der Erschließung im Grunewald veräußerten die meisten Schmargendorfer Bauern ihre Ländereien an die „Handelsgesellschaft für Grundbesitz“ des Bankiers Carl Fürstenberg (Wohnanlage Franzensbader Straße). Erst nach dem Ersten Weltkrieg wurde das Bauernland großflächig bebaut und das Straßensystem bildete sich um den zwischen Grunewald, Halensee, Wilmersdorf liegenden Ortsteil, so gehen viele Stadtstraßen über Ortsteilgrenzen hinweg. Auch das Hauptstraßensystem ist entsprechend in den Straßenzügen anteilig verteilt. Zentral führt der Hohenzollerndamm zwischen Berliner Stadtkern und ergänzt von der Clayallee dem Südosten durch. Im Ortsteil gehören diese beiden Straßen mit 2440 Meter zu den übergeordneten Straßenverbindungen. Die Nord-Süd-Richtung ergänzen die zu Wilmersdorf gehörende Mecklenburgische Straße (mit Autobahnanschluss) und in Grunewald der Zug Hubertusallee / Teplitzer Straße. Von den querverbindenden Hauptstraßen gehören Franzensbader, Berkaer (anteilig), Hundekehlestraße und Breite und Warnemünder Straße, die Rheinbabenallee mit den Fahrbahnen am Platz am Wilden Eber, sowie der durch Ortsteil führende Abschnitt und der Paulsborner Straße zu den 3270 Metern der örtlichen Straßenverbindungen. Die Forckenbeckstraße ist im Berliner Netz als Ergänzungsstraße (Kategorie 4) aufgenommen. Außer den Bundesautobahnen gibt es im Ortsteil keine Bundesstraßen.
Die Herausbildung der Straßen im Westen des Bezirks Charlottenburg-Wilmersdorf findet sich in den die Straßenzüge schneidenden Ortsteilgrenzen wieder. Die Teplitzer und Hubertusstraße in Grunewald liegen an der Schmargendorfer Grenze. Im Uhrzeigersinn liegt diese dann unter Ausschluss des Beginns von Franzensbader und der Reinertzstraße zur Kreuzung an der Auguste-Victoriastraße, die nach Norden in Grunewald liegt und deren Ostgrundstücke zum Ortsteil gehören. Die Paulsborner Straße wird gekreuzt und in die Schwarzbacher Straße hinein über die Schwarzbacher Brücke führt die Ortsteilgrenze über die Bundesautobahn 100 und verläuft dieser folgend nach Südost über die Paulsborner Brücke und das Autobahnkreuz hinweg. Im Weiteren unter Einschluss der Falkensteiner Straße und am Westrand von Mecklenburgischer und Zoppoter Straße, die zu Wilmersdorf gehören. Die im Ortsteil liegende Lentzeallee und der Platz am Wilden Eber an seiner Südseite liegt der Grenzverlauf weiter am Südrand der Pücklerstraße bis zur Clayallee. Von der Clayallee an liegt die Pücklerstraße außerhalb, am Waldrand und der Sportfläche hinter den westlichen Grundstücken des Goldfinkwegs führt die Grenze zu Grunewald nach Norden und in Höhe Waldmeisterstraße (außerhalb die Robert-Stolz-Anlage) nach Osten zur Messelstraße über die Clayallee hinüber. Die Ortsteilgrenze nordwärts liegt nun an den östlichen Grundstücksgrenzen von Clayallee und Hohenzollerndamm und führt im Süd- und Nordosten vom Roseneck zum Grundstück Ecke Hohenzollerndamm/Teplitzerstraße. Nach Norden liegt die Grenze zu Grunewald am östlichen Straßenrand der Teplitzer Straße.
Schmargendorf hat 24.133 Einwohner (Stand: 31. Dezember 2023) und umfasst die Postleitzahlenbereiche 14193, 14195, 14197 und 14199.

## Übersicht der Straßen und Plätze
Die nachfolgende Tabelle gibt eine Übersicht über die vorhandenen Straßen und Plätze im Ortsteil sowie einige dazugehörige Informationen.
- Name/Lage: aktuelle Bezeichnung der Straße oder des Platzes. Über den Link Lage kann die Straße oder der Platz auf verschiedenen Kartendiensten angezeigt werden. Die Geoposition gibt die Lage der ungefähren Mitte der Straßenlänge an.
- Im amtlichen Straßenverzeichnis nicht aufgeführte Verkehrswege sind mit * gekennzeichnet.
- Ehemalige oder nicht mehr gültige Straßennamen sind kursiv gesetzt. Für bedeutende ehemalige Straßen oder historische Straßennamen ist gegebenenfalls eine gesonderte Liste vorhanden.
- Länge/Maße in Metern:
Die in der Übersicht enthaltenen Längenangaben sind  gerundete Übersichtswerte, die in Google Earth mit dem dortigen Maßstab ermittelt wurden. Sie dienen Vergleichszwecken und werden, sofern amtliche Werte bekannt sind, ausgetauscht und gesondert gekennzeichnet.
Bei Plätzen sind die Maße in der Form a × b für rechteckige Anlagen und für (ungefähr) dreieckige Anlagen als a × b × c mit a als längster Seite angegeben.
Sofern die Straße auch in benachbarte Ortsteile weiterführt, gibt der Zusatz ‚im Ortsteil‘ an, wie lang der Straßenabschnitt innerhalb des Ortsteils dieses Artikels ist.
- Namensherkunft: Ursprung oder Bezug des Namens.
- Anmerkungen: weitere Informationen über anliegende Baudenkmale oder Institutionen, die Geschichte der Straße und historische Bezeichnungen.
- Bild: Foto der Straße oder eines anliegenden Objektes.

| Name/Lage                             | Länge/Maße (in Metern)   | Namensherkunft | Datum der Benennung | Anmerkungen | Bild                                                                             |
| ------------------------------------- | ------------------------ | --- | ------------------- | --- | -------------------------------------------------------------------------------- |
| Amselstraße (Lage)                    | 0200 (im Ortsteil)       | Amsel, die häufigste Drosselart in Europa                                                                                      | 1912                | Die Straße wurde zwischen 1910 und 1919 in zwei Bauabschnitten angelegt. Der südliche Abschnitt der Straße verläuft in Dahlem. | Amselstraße                                                                      |
| Auguste-Viktoria-Straße (Lage)        | 1800                     | Auguste Viktoria (1858–1921), Gemahlin Wilhelm II.                                                                             | 6. März 1891        | Die Straße entstand 1891 durch Zusammenlegung der Straße S 17 und der Straße S 17a. Im Ortsteil liegt das Straßenland zwischen Berkaer Platz und vor der Kreuzung Reinerzstraße, im weiteren Verlauf liegt dieses in Grunewald und nur die östliche Bebauung im Ortsteil. Die Straße kreuzt den Hohenzollerndamm und die Grundstücke 74 und 75 mit der Botschaft Israels liegen im Ortsteil. Ebenso die hier gegenüberliegenden Tennisplätze, der anschließende Spielplatz Flinsberger Platz und die folgenden Wohnhausgrundstücke 34–18 (fortlaufend), das folgende Martin-Luther-Krankenhaus (Nr. 10) und die Häuser 7–1 an der Ostseite einschließlich der Gehwege. Im Berliner Straßenregister (RBS) ist die Straße im Ortsteil auf einer Länge von 710 Metern als normale Fahr- und Gemeindestraße ausgewiesen, jedoch gehören 90 Meter zur Okstra-Klasse F und davon sind wiederum 20 Meter als Fußweg (RBS: FUWE) ausgewiesen. | Israelische Botschaft in der Auguste-Viktoria-Straße                             |
| Berkaer Platz (Lage)                  | 080 × 40 (Dreiecksform)  | Bad Berka, Stadt im mittleren Ilmtal in Thüringen                                                                              | 6. März 1891        | Der Platz liegt in einem Gebiet, in dem die Namen nach bekannten Kurorten vergeben wurden. | Berkaer Platz                                                                    |
| Berkaer Straße (Lage)                 | 0980                     | Bad Berka, Stadt im mittleren Ilmtal in Thüringen                                                                              | 18. Feb. 1927       | Die vorherigen Namen waren Spandauer Weg (1885 bis 1891), Liebenwerdastraße (1891 bis 1898) und Spandauer Straße (1891 bis 1927). Die Straße liegt in einem Gebiet, in dem die Namen nach bekannten Kurorten vergeben wurden. | Das Rathaus in der Berkaer Straße                                                |
| Bernadottestraße (Lage)               | 0750                     | Folke Bernadotte (1895–1948), schwedischer Offizier und Philanthrop                                                            | 6. Feb. 1958        | Die vorherigen Namen waren Parkstraße (vor 1910 bis 1934) und Helfferichstraße (1934 bis 1958). Teile der Straße verlaufen in Grunewald und in Dahlem. | Bernadottestraße                                                                 |
| Betty-Hirsch-Platz (Lage)             | 0130 × 80 (Dreiecksform) | Betty Hirsch (1873–1957), dänisch-deutsche Sängerin und Blinden- und Sprachlehrerin                                            | 8. März 2008        | Der vormalige Name war Platz S. Der Platz trägt den Namen Betty Hirschs, da sie in den letzten Lebensjahren hier wohnte. |                                                                                  |
| Bibersteig (Lage)                     | 0200                     | Biber, größtes europäisches Nagetier                                                                                           | 29. März 1939       | Der vormalige Name war Straße G 29. | Bibersteig                                                                       |
| Borkumer Straße (Lage)                | 0200 (im Ortsteil)       | Borkum, westlichste der sieben bewohnten Ostfriesischen Inseln                                                                 | 6. März 1891        | Der östliche Abschnitt der Straße liegt in Wilmersdorf. In diesem Gebiet wurden mehrere Straßen nach Badeorten an der Nord- und Ostseeküste benannt. | Borkumer Straße                                                                  |
| Breite Straße (Lage)                  | 0630                     | als Hauptstraße von Schmargendorf war sie breiter als die übrigen Straßen                                                      | 13. Apr. 1904       | Die vorherigen Namen waren Dorfstraße (1871–1891) und Hauptstraße (1891–1904). | Breite Straße                                                                    |
| Carl-Ludwig-Schleich-Promenade (Lage) | 0190                     | Carl Ludwig Schleich (1859–1922), Chirurg und Schriftsteller                                                                   | 23. Apr. 1959       | Aus Anlass des 100. Geburtstags von Carl-Ludwig-Schleich erhielt der ehemalige Platz S (F) sowie der Weg durch die Grünanlage seinen heutigen Namen. | Carl-Ludwig-Schleich-Promenade                                                   |
| Caspar-Theyß-Straße (Lage)            | 0240 (im Ortsteil)       | Caspar Theiss (um 1510–um 1550), Baumeister der Renaissance in Berlin und der Mark Brandenburg                                 | 1. Apr. 1898        | Die Straße entstand durch Zusammenlegung der Straße G 18 und der Straße S 18. Der westliche Abschnitt der Straße liegt in Grunewald. | Martin-Luther Krankenhaus in der Caspar-Theyß-Straße                             |
| Charlottenbrunner Straße (Lage)       | 0650                     | Bad Charlottenbrunn (heute: Jedlina-Zdrój), Stadt und Kurort im Powiat Wałbrzyski in der Woiwodschaft Niederschlesien in Polen | 7. Apr. 1904        | Der vorherige Name war Straße S 21. Die Straße liegt in einem Gebiet, in dem die Namen nach bekannten Kurorten vergeben wurden. | Charlottenbrunner Straße                                                         |
| Clayallee (Lage)                      | 0610 (im Ortsteil)       | Lucius D. Clay (1898–1978), amerikanischer General, Initiator der Berliner Luftbrücke                                          | 1. Juni 1949        | Die vorherigen Namen waren vor 1878 bis 1934 Hauptstraße, vor 1912 bis 1934 Cecilienstraße und von 1912 bis 1949 Kronprinzenallee. Die Clayallee ist eine der wenigen Straßen in West-Berlin, die nach einer damals noch lebenden Person benannt wurden (neben der Pacelliallee). Weitere Teile verlaufen in Grunewald, Dahlem und Zehlendorf. | Calyallee                                                                        |
| Cunostraße (Lage)                     | 1710                     | Rudolf Franz Wilhelm Cuno (1827–1895), Direktor der städtischen Gaswerke                                                       | 6. März 1891        | Der vorherige Name war um 1856 bis um 1885 Charlottenburger Weg. Bis zu seiner Benennung bestand die Straße aus der Straße 24 und der Straße S 24a. An dieser Straße lag ein von Rudolf Cuno geleitetes Gaswerk. | Cunostraße                                                                       |
| Davoser Straße (Lage)                 | 0510                     | Davos, Luftkurort in der Schweiz                                                                                               | 6. März 1891        | Der vorherige Name war ab 1885 Straße S 27. Die Straße liegt in einem Gebiet, in dem die Namen nach bekannten Kurorten vergeben wurden. | Davoser Straße                                                                   |
| Delbrückstraße (Lage)                 | 0250 (im Ortsteil)       | Rudolph von Delbrück (1817–1903), Politiker                                                                                    | 6. März 1891        | Die Straße entstand durch die Zusammenlegung der Straße G 32 und der Straße S 32. Der westliche Abschnitt der Straße liegt in Grunewald. |                                                                                  |
| Dievenowstraße (Lage)                 | 0270                     | Berg Dievenow (heute: Dziwnów), Stadt im Powiat Kamieński in Polen                                                             | 6. März 1891        | Ursprünglich verlief die Straße zwischen Breiter und Heiligendammer Straße. 1906 wurde sie bis zur Borkumer Straße verlängert. | Dievenowstraße                                                                   |
| Doberaner Straße (Lage)               | 070 + 60                 | Bad Doberan, Stadt im Landkreis Rostock in Mecklenburg-Vorpommern                                                              | 6. März 1891        | In diesem Gebiet wurden mehrere Straßen nach Badeorten an der Nord- und Ostseeküste benannt. | Doberaner Straße                                                                 |
| Dünkelbergsteig (Lage)                | 0260                     | Friedrich Wilhelm Dünkelberg (1819–1912), Forstwissenschaftler, Politiker                                                      | 17. Sep. 1938       | Vom 23. November 1931 bis 17. September 1938 Morgenrothstraße nach Julius Morgenroth, einem Mediziner jüdischer Herkunft. Sie wurde im Zuge der Tilgung aller jüdischen Straßennamen umbenannt. Heute trägt der Julius-Morgenroth-Platz in Wilmersdorf seinen Namen. | Dünkelbergsteig                                                                  |
| Egerstraße (Lage)                     | 0240                     | Eger (tschechisch: Cheb), Stadt in Böhmen (Tschechien)                                                                         | 7. Apr. 1904        | Der vorherige Name war Straße 33. | Egerstraße                                                                       |
| Elgersburger Straße (Lage)            | 0290                     | Elgersburg, Gemeinde im Ilm-Kreis in Thüringen                                                                                 | 6. März 1891        | Der vorherige Name war Straße S 32. | Elgersburger Straße                                                              |
| Elsterplatz (Lage)                    | 0100 × 80                | Bad Elster, Stadt im Vogtlandkreis in Sachsen                                                                                  | 6. März 1891        | Der Platz liegt in einem Gebiet, in dem die Namen nach bekannten Kurorten vergeben wurden. | Elsterplatz                                                                      |
| Falkensteiner Straße (Lage)           | 0320                     | Falkenstein, Ortsteil von Königstein in Hessen                                                                                 | vor 1929            | Der vorherige Name war zwischen 1900 und vor 1929 Hildesheimer Straße. | Falkensteiner Straße                                                             |
| Fischottersteig (Lage)                | 0190                     | Fischotter, ein an das Wasserleben angepasster Marder                                                                          | 29. März 1939       | Der vorherige Name war Straße G 28. | Fischottersteig                                                                  |
| Flinsberger Platz (Lage)              | 0250 × 50                | Bad Flinsberg (heute Świeradów-Zdrój), Stadt in der Woiwodschaft Niederschlesien, Polen                                        | 6. März 1891        | Der Platz liegt in einem Gebiet, in dem die Namen nach bekannten Kurorten vergeben wurden. | FlinsbergerPlatz                                                                 |
| Forckenbeckstraße (Lage)              | 1380                     | Max von Forckenbeck (1821–1892), Politiker                                                                                     | 8. Jan. 1892        | Die Straße entstand aus der Straße 31 und der Straße 37a. Anfang 1936 bezog die Ideal-Werke AG für drahtlose Telephonie (ab Dezember 1938: Blaupunkt-Werke GmbH), bis dahin in der Große-Leege-Straße 7 in Hohenschönhausen ansässig, ihr neues Werk in der Forckenbeckstraße 9–13. Der britische Luftangriff vom 1. März 1943 zerstörte die Werkshallen größtenteils, lediglich die Verwaltungsgebäude an der Straßenfront sind noch erhalten. Nach Kriegsende verlegte Blaupunkt seinen Sitz nach Hildesheim. Heute befindet sich auf dem früheren Werksgelände u. a. ein Logistikstützpunkt von DHL sowie eine Filiale von Kieser Training. | BSR Betriebshof Forckenbeckstraße                                                |
| Franzensbader Straße (Lage)           | 0630                     | Franzensbad (heute: Františkovy Lázne), Kurort im westlichen Tschechien                                                        | 6. März 1891        | Der vorherige Name war Straße S 6. Ein Teil liegt in Grunewald. Die Straße liegt in einem Gebiet, in dem die Namen nach bekannten Kurorten vergeben wurden. | Franzensbader Straße                                                             |
| Friedrichshaller Straße (Lage)        | 0720                     | Bad Friedrichshall, Stadt im Landkreis Heilbronn in Baden-Württemberg                                                          | 6. März 1891        | Der vorherige Name war Straße S 8. Die Straße liegt in einem Gebiet, in dem die Namen nach bekannten Kurorten vergeben wurden. Die Straße liegt parallel zur Breiten Straße zwischen Berkaer Straße / Kolberger Platz und der mit dem Straßenland zu Wilmersdorf gehörenden Mecklenburgischen Straße. Im Berliner Straßenregister (RBS) ist die Straße auf 820 Metern als normale Fahr- und Gemeindestraße ausgewiesen, jedoch gehören 60 Meter zur Okstra-Klasse F und sind als Fußgängerweg (RBS: FUWE) ausgewiesen. An der Straße liegt die Judith-Kerr-Schule und am östlichen Nordrand auf 300 Meter befinden sich die Kleingartenkolonien des Ortsteils. | Friedrichshaller Straße                                                          |
| Friedrichsruher Straße (Lage)         | 0500                     | Friedrichsruh, Ortsteil der Gemeinde Aumühle im Kreis Herzogtum Lauenburg in Schleswig-Holstein                                | 8. Jan. 1892        | Die Straße trug vor ihrer Benennung ab 1885 die Bezeichnung Straße S 8. Im Zusammenhang mit dem Bau der Stadtautobahn wurde am 19. November 1958 der nördliche Abschnitt herausgelöst und Schwarzbacher Straße benannt. | Friedrichsruher Straße                                                           |
| Frischlingsteig (Lage)                | 0180                     | Frischling, junges Wildschwein                                                                                                 | 29. März 1939       | Der vorherige Name war Straße G 26. | Frischlingsteig                                                                  |
| Fritz-Wildung-Straße (Lage)           | 0480                     | Fritz Wildung (1872–1954), Politiker und Sportfunktionär                                                                       | 19. Dez. 1968       | Die als Sackgasse endende Straße wurde spätestens 1937 auf dem Gelände eines ehemaligen, von 1892 bis 1934 bestehenden Gaswerkes angelegt. Da sie an der rückwärtigen Seite der damals neu gebauten Heeres-Standort-Verwaltung (Wehrkreiskommando) am Hohenzollerndamm entlangführte, erhielt sie nach dem General Ewald von Lochow den Namen Lochowdamm. Sie führte zum Stadion am Lochowdamm, das im Zweiten Weltkrieg zerstört wurde und an dessen Stelle seit 1951 das Stadion Wilmersdorf steht. Im Jahre 1968 erhielt die Straße ihren heutigen Namen. | Fritz-Wildung-Straße                                                             |
| Goldfinkweg (Lage)                    | 0610                     | Goldfink, Vogelart | 29. März 1939       | Der vorherige Name war Straße D 97. | Goldfinkweg                                                                      |
| Grieser Platz (Lage)                  | 050 × 35                 | Gries am Brenner, Gemeinde in Tirol in Österreich                                                                              | 22. Juli 1908       | Der vorherige Name war Platz A | Grieser Platz                                                                    |
| Hammersteinstraße (Lage)              | 0500                     | Hans Christian Friedrich Wilhelm Freiherr von Hammerstein-Loxten (1843–1905), preußischer Innenminister                        | 6. März 1891        | Der vorherige Name war ab 1900 Straße S 51. | Hammersteinstraße                                                                |
| Heiligendammer Straße (Lage)          | 0620                     | Heiligendamm, Stadtteil von Bad Doberan in Mecklenburg-Vorpommern                                                              | 6. März 1891        | In diesem Gebiet wurden mehrere Straßen nach Badeorten an der Nord- und Ostseeküste benannt. | Heiligendammer Straße                                                            |
| Helene-Jacobs-Straße (Lage)           | 0970                     | Helene Jacobs (1906–1993), Widerstandskämpferin gegen den Nationalsozialismus und Gerechte unter den Völkern                   | 4. Apr. 2020        | Die Straße umschließt U-förmig das Neubaugebiet Maximilians-Quartier. Ihre beiden Schenkel zweigen von der Forckenbeckstraße ab. Das Quartier wurde auf dem nordwestlichen Teil der KGA Oeynhausen errichtet. | Berlin-Schmargendorf Helene-Jacobs-Straße                                        |
| Heydenstraße (Lage)                   | 0750                     | Wilhelm von Heyden-Cadow (1839–1920), Politiker und Staatsminister                                                             | Mai 1905            | Der vorherige Name war ab 1900 Straße S 52. | Heydenstraße                                                                     |
| Hohenzollerndamm (Lage)               | 2160 (im Ortsteil)       | nach den Hohenzollern, dem Geschlecht das die preußischen Könige und deutschen Kaiser bis 1918 stellte                         | um 1900             | Die vorherigen Namen waren um 1875 bis um 1890 Grunewaldstraße und 1892 bis um 1900 Reissnerstraße. Teile der Straße liegen in Grunewald und in Wilmersdorf. | Weberbank am Hohenzollerndamm Ecke Kranzer Straße                                |
| Hohmannstraße (Lage)                  | 030                      | Erich Hohmann (1860–1905), Gemeindevorsteher von Schmargendorf                                                                 | 23. März 1909       | Kurze Stichstraße, von der Dievenowstraße abgehend. | Hohmannstraße                                                                    |
| Hubertusallee (Lage)                  | 0430 (im Ortsteil)       | Hubertus von Lüttich (um 655–727), Bischof von Maastricht und Lüttich                                                          | 24. Jan. 1898       | Der vorherige Name war ab 1890 Straße G 4. Zunächst führte die Straße nur bis zum Bismarckplatz. Vor 1902 wurde auch der Teil der Bismarckallee zwischen Bismarckplatz und Rathenauplatz in die Hubertusallee einbezogen. Am 1. Juli 1967 wurden im südlichen Bereich Abschnitte der Hubertusbader und der Teplitzer Straße in die Hubertusallee integriert. Der größte Teil der Straße liegt in Grunewald. | Hubertusallee                                                                    |
| Hundekehlestraße (Lage)               | 0560                     | Hundekehle (auch Hundequele), alte Bezeichnung für eine Hundesammelstelle bei einer Treibjagd                                  | 6. März 1891        | Der vorherige Name zwischen 1880 und 1891 war Hundequeleweg. Die Straße verlief zum Zeitpunkt ihrer Benennung zwischen Hohenzollerndamm und Warnemünder Straße. Am 23. Dezember 1957 wurde ein Abschnitt der Luciusstraße zwischen Rheinbabenallee und Hundekehlestraße integriert. | Hundekehlestraße                                                                 |
| Ilmenauer Straße (Lage)               | 0200                     | Ilmenau, Stadt im Ilm-Kreis in Thüringen                                                                                       | 6. März 1891        | Der vorherige Name war ab 1885 Straße S 3. | Ilmenauer Straße                                                                 |
| Karlsbader Straße (Lage)              | 0620                     | Karlsbad (heute: Karlovy Vary), Stadt in Tschechien                                                                            | 6. März 1891        | Der vorherige Name war ab 1885 Straße S 10. Die Straße liegt in einem Gebiet, in dem die Namen nach bekannten Kurorten vergeben wurden. | Karlsbader Straße                                                                |
| Kirchstraße (Lage)                    | 0200                     | nach der historischen Dorfkirche Schmargendorf                                                                                 | 6. März 1891        | Die Straße verläuft von der Misdroyer Straße bis zur Breite Straße und Cunostraße. | Kirchstraße                                                                      |
| Kissinger Platz (Lage)                | 0110 × 60                | Bad Kissingen, Kreisstadt in Bayern                                                                                            | 6. März 1891        | Der Platz liegt in einem Gebiet, in dem die Namen nach bekannten Kurorten vergeben wurden. | Kissinger Platz                                                                  |
| Kissinger Straße (Lage)               | 0780                     | Bad Kissingen, Kreisstadt in Bayern                                                                                            | 8. Jan. 1892        | 1892 wurde die im Bebauungsplan festgelegte Trasse der Straße S 33 und die Straße 37b zur Kissinger Straße zusammengelegt. Die Straße liegt in einem Gebiet, in dem die Namen nach bekannten Kurorten vergeben wurden. In der Berliner Straßenliste ist die Kissinger Straße außer einem Abschnitt von 110 Metern als Gemeindestraße (Okstra-Klasse „G“) ausgewiesen. Die Straße liegt zwischen Berkaer Straße und KGA Oeynhausen und kreuzt als Verbindungsweg die Auguste-Victoria-, Davoser, Weinheimer, Tölzer und Cunostraße, sie ist in der RBS-Klasse „VWEG“ aufgenommen und muss nicht die Ausstattungsanforderungen einer Fahrstraße (STRA) erfüllen. Eine gleichnamige Straße besteht in Steglitz. | Kissinger Straße                                                                 |
| Kösener Straße (Lage)                 | 0150                     | Bad Kösen, Ortsteil von Naumburg in Sachsen-Anhalt                                                                             | 1902                | Der vorherige Name war ab 1885 Straße S 1. Die Straße liegt in einem Gebiet, in dem die Namen nach bekannten Kurorten vergeben wurden. | Kösener Straße                                                                   |
| Kolberger Platz (Lage)                | 060 × 60 (Dreiecksform)  | Kolberg (früher: Colberg, heute: Kołobrzeg), Hafenstadt in der Woiwodschaft Westpommern, Polen                                 | 22. Juli 1908       | Der Platz liegt in einem Gebiet, in dem mehrere Straßen nach Badeorten an der Nord- und Ostseeküste benannt wurden. | Kolberger Platz                                                                  |
| Krampasplatz (Lage)                   | 060 × 40                 | Krampas (früher: Crampas), Ostseebad auf Rügen in Mecklenburg-Vorpommern                                                       | 4. Juli 1929        | In diesem Gebiet wurden mehrere Straßen nach Badeorten an der Nord- und Ostseeküste benannt. | Krampasplatz                                                                     |
| Kranzer Straße (Lage)                 | 0260                     | Cranz (heute: Selenogradsk), Stadt in der Oblast Kaliningrad, Russland                                                         | 4. Juli 1929        | Am 22. Juli 1908 wurde der südliche Abschnitt zwischen Forckenbeck- und Reichenhaller Straße abgetrennt und in Weinheimer Straße umbenannt. Der verbliebene Abschnitt zwischen Hohenzollerndamm und Cunostraße erhielt 1929 den heutigen Namen. | Marienburg-Oberschule in der Kranzer Straße                                      |
| Kudowastraße (Lage)                   | 0650                     | Bad Kudowa (heute: Kudowa-Zdrój), Stadt im Powiat Kłodzki in Polen                                                             | 6. März 1891        | Der vorherige Name war ab 1885 Straße S 16. Die Straße liegt in einem Gebiet, in dem die Namen nach bekannten Kurorten vergeben wurden. | Kudowastraße                                                                     |
| Landecker Straße (Lage)               | 0170                     | Bad Landeck (heute: Ladek-Zdrój), Stadt im Powiat Kłodzki in Polen                                                             | 1902                | Der vorherige Name war Straße S 30. Die Straße liegt in einem Gebiet, in dem die Namen nach bekannten Kurorten vergeben wurden. | Landecker Straße                                                                 |
| Lentzeallee (Lage)                    | 0560 (im Ortsteil)       | August Lentze (1860–1945), Kommunal- und Finanzpolitiker                                                                       | 26. Nov. 1917       | Teile der Straße liegen in Dahlem und in Wilmersdorf. | Lentzeallee am Wilden Eber                                                       |
| Leonore-Goldschmidt-Straße (Lage)     | 090                      | Leonore Goldschmidt (1897–1983), Lehrerin und Schulgründerin in Berlin sowie nach ihrer Emigration in England                  | 4. Apr. 2020        | Die Straße liegt im Neubaugebiet Maximilians-Quartier und verbindet die beiden Schenkel der Helene-Jacobs-Straße. Das Quartier wurde auf dem nordwestlichen Teil der KGA Oeynhausen errichtet. | Leonore-Goldschmidt-Straße                                                       |
| Luchsweg (Lage)                       | 0560                     | Luchs, Wildkatze | 29. März 1939       | Der vorherige Name war Straße G 24. | Pücklerstraße Ecke Luchsweg · Luchsweg ehemalige Häuser amerikanischer Offiziere |
| Luciusstraße (Lage)                   | 0230                     | Robert Lucius von Ballhausen (1835–1914), preußischer Politiker                                                                | Mai 1905            | Der vorherige Name war Straße S 53. Am 23. Dezember 1957 wurde ein kleiner Abschnitt nordöstlich in die Hundekehlestraße einbezogen. | Luciusstraße                                                                     |
| Marienbader Straße (Lage)             | 0210                     | Marienbad (heute: Mariánské Lázne), Stadt in Tschechien                                                                        | 6. März 1891        | Der vorherige Name war ab 1885 Straße S 9. Am 9. November 1911 wurde der nördliche Abschnitt der Marienbader Straße in Plöner Straße umbenannt. Die Straße liegt in einem Gebiet, in dem die Namen nach bekannten Kurorten vergeben wurden. | Marienbader Straße                                                               |
| Max-Eyth-Straße (Lage)                | 0360 (im Ortsteil)       | Max Eyth (1836–1906), Ingenieur und Schriftsteller                                                                             | 29. Juni 1911       | Anlage der Straße im Jahr 1910 als Straße 59. Der südliche Abschnitt der Straße verläuft in Dahlem. | Max-Eyth-Straße                                                                  |
| Mecklenburgische Straße (Lage)        | 1080 (im Ortsteil)       | Mecklenburg, Region im Norden Deutschlands                                                                                     | 16. März 1888       | Die Straße entstand durch die Zusammenführung der Straße 31a und der Straße 31b. Die vorherigen Namen waren Heideweg (vor 1856), Schmargendorfer Weg (um 1856 bis um 1885) und Wilmersdorfer Weg (um 1856 bis um 1885). Teile der Straße liegen in Wilmersdorf. | Mecklenburgische Straße Labor 28                                                 |
| Messelstraße (Lage)                   | 0640 (im Ortsteil)       | Alfred Messel (1853–1909), Architekt                                                                                           | 10. Apr. 1910       | Die Messelstraße wurde 1938 in Ruhlandallee umbenannt und 1947 wieder rückbenannt. Der südliche Abschnitt der Straße verläuft in Dahlem. | Messelstraße                                                                     |
| Miquelstraße (Lage)                   | 0810 (im Ortsteil)       | Johannes von Miquel (1828–1901), preußischer Staats- und Finanzminister                                                        | 2. Mai 1905         | Der vorherige Name war Straße 21. Der südliche Abschnitt der Straße verläuft in Dahlem. | Miquelstraße                                                                     |
| Misdroyer Straße (Lage)               | 0590                     | Misdroy (heute: Miedzyzdroje), Stadt auf der Insel Wolin, Woiwodschaft Westpommern, Polen                                      | 6. März 1891        | In diesem Gebiet wurden mehrere Straßen nach Badeorten an der Nord- und Ostseeküste benannt. | Misdroyer Straße                                                                 |
| Oeynhauser Straße (Lage)              | 0120                     | Bad Oeynhausen, Stadt im Kreis Minden-Lübbecke in Nordrhein-Westfalen                                                          | 4. Juli 1929        | Der vorherige Name war von 1891 bis 1929 Oeynhausener Straße. Die Straße liegt in einem Gebiet, in dem die Namen nach bekannten Kurorten vergeben wurden. | Oeynhauser Straße                                                                |
| Orber Straße (Lage)                   | 0520                     | Bad Orb, Stadt im Main-Kinzig-Kreis in Hessen                                                                                  | 1912                | Der vorherige Name war ab 1885 Straße S 3. Die Straße liegt in einem Gebiet, in dem die Namen nach bekannten Kurorten vergeben wurden. | Orber Straße                                                                     |
| Paulsborner Straße (Lage)             | 0390 (im Ortsteil)       | Paulsborn, im Jahr 1800 angelegtes Gehöft und späteres Forsthaus am Grunewaldsee                                               | 16. März 1888       | Im Jahr 1888 wurden die Straße 15, Straße 34, Straße S 15 und Straße G 16 zu einem Straßenzug zusammengelegt. Teile der Straße liegen in Halensee, Grunewald und Wilmersdorf. | Paulsborner Straße                                                               |
| Platz am Wilden Eber (Lage)           | 080 × 50 (Trapezform)    | nach dem dort ansässigen Gartenrestaurant Zum Wilden Eber                                                                      | 1922                | Der südliche Rand des Platzes bildet die Ortsteilgrenze zwischen Wilmersdorf und Dahlem. | Am Wilden Eber                                                                   |
| Plöner Straße (Lage)                  | 0360                     | Plön, Kreisstadt in Schleswig-Holstein                                                                                         | 9. Nov. 1911        | Der nördliche Abschnitt der Marienbader Straße wurde 1911 in Plöner Straße umbenannt. | Plöner Straße                                                                    |
| Pücklerstraße (Lage)                  | 1180                     | Erdmann von Pückler (1792–1869), Standesherr, preußischer Beamter und Politiker                                                | ab 1905             | Anlage der Straße war 1900/1901. Anfang des 20. Jahrhunderts führte die Pücklerstraße vom Platz am Wilden Eber bis zur Parkstraße (heute: Bernadottestraße). Verlängerung im Jahr 1913 in westlicher Richtung bis zur Clayallee. Seit 1950 verläuft sie nach der Einbeziehung der Straße S 93 bis zum Goldfinkweg in Dahlem. Die südliche Straßenseite liegt in Dahlem. | Pücklerstraße                                                                    |
| Rehkitzsteig (Lage)                   | 0170                     | Rehkitz, junges Reh | 29. März 1939       | Der vorherige Name war Straße G 25. | Rehkitzsteig                                                                     |
| Reichenhaller Straße (Lage)           | 0600                     | Bad Reichenhall, Kreisstadt des Landkreises Berchtesgadener Land in Bayern                                                     | 6. März 1891        | Die Straße liegt in einem Gebiet, in dem die Namen nach bekannten Kurorten vergeben wurden. | Reichenhaller Straße                                                             |
| Reinerzstraße (Lage)                  | 0300                     | Bad Reinerz (heute: Duszniki-Zdrój), Kurort in Niederschlesien                                                                 | ab 1891             | Der vorherige Name war ab 1885 Straße S 23. Die Nordseite der Straße liegt in Grunewald. Die Straße liegt in einem Gebiet, in dem die Namen nach bekannten Kurorten vergeben wurden. | Reinerzstraße Lettische Botschaft                                                |
| Rheinbabenallee (Lage)                | 0870                     | Georg von Rheinbaben (1855–1921), preußischer Politiker                                                                        | 2. Mai 1905         | Der vormalige Name war ab 1885 Straße S 22. Von der Rheinbabenallee gehört das Grundstück Nummer 49 zu Dahlem. | Rheinbabenallee                                                                  |
| Rintelner Straße (Lage)               | 0090                     | Rinteln, Stadt im Landkreis Schaumburg in Niedersachsen                                                                        | 17. Mai 1930        | Die Straße verläuft zwischen der Orber Straße und der Salzbrunner Straße. | Rintelner Straße                                                                 |
| Ruhlaer Straße (Lage)                 | 0290                     | Ruhla, Stadt im Wartburgkreis in Thüringen                                                                                     | 6. März 1891        | Die Straße verläuft von Hundekehle- und Schellendorffstraße bis zum Hohenzollerndamm. | Ruhlaer Straße                                                                   |
| Salzbrunner Straße (Lage)             | 0750                     | Ober Salzbrunn (ab 1939: Bad Salzbrunn, heute: Szczawno Zdrój), Stadt in der Woiwodschaft Dolnoslaskie                         | 6. März 1891        | Der vorherige Name war ab 1885 Straße S 20. | Haus Salzbrunn · Gymnasium zum grauen Kloster                                    |
| Saßnitzer Straße (Lage)               | 0110                     | Sassnitz, Stadt auf der Insel Rügen an der Ostsee                                                                              | 1902                | In diesem Gebiet wurden mehrere Straßen nach Badeorten an der Nord- und Ostseeküste benannt. | Saßnitzer Straße                                                                 |
| Schellendorffstraße (Lage)            | 0580                     | Paul Bronsart von Schellendorff (1832–1891), preußischer General                                                               | 16. Mai 1938        | Der vorherige Name um 1908 bis 1938 war Friedenthalstraße. | Schellendorffstraße                                                              |
| Schweinfurthstraße (Lage)             | 0100 (im Ortsteil)       | Georg August Schweinfurth (1836–1925), Afrikaforscher                                                                          | 14. Mai 1909        | Der vorherige Name war Straße 23. Der südliche Abschnitt der Straße verläuft in Dahlem. | Schweinfurthstraße                                                               |
| Selchowstraße (Lage)                  | 0280                     | Werner von Selchow (1806–1884), preußischer Landwirtschaftsminister                                                            | 1906                | Der vorherige Name war ab 1900 Straße S 24. | Selchowstraße                                                                    |
| Sulzaer Straße (Lage)                 | 0240                     | Bad Sulza, Stadt im Landkreis Weimarer Land in Thüringen                                                                       | 6. März 1891        | Der vorherige Name war ab 1885 Straße S 2. Die Straße liegt in einem Gebiet, in dem die Namen nach bekannten Kurorten vergeben wurden. | Sulzaer Straße                                                                   |
| Teplitzer Straße (Lage)               | 0550                     | Teplitz (heute: Teplice), Kurort in Nordböhmen                                                                                 | 1. Apr. 1898        | Der vorherige Name ab 1885 war Straße S 11. Am 1. Juli 1967 wurde ein kurzer Abschnitt im Norden in die Hubertusallee einbezogen. Das Straßenland und die Westseite der Straße liegen in Grunewald. Die Straße liegt in einem Gebiet, in dem die Namen nach bekannten Kurorten vergeben wurden. | Teplitzer Straße                                                                 |
| Tölzer Straße (Lage)                  | 0470                     | Bad Tölz, Kreisstadt in Oberbayern                                                                                             | 1890                | Die Straße liegt in einem Gebiet, in dem die Namen nach bekannten Kurorten vergeben wurden. | Tölzer Straße                                                                    |
| Waldmeisterstraße (Lage)              | 0240                     | Waldmeister, Pflanze | 24. Okt. 1922       | Der vorherige Name war Straße G 86. Am 21. März 1956 wurde der Schumacherplatz in die Waldmeisterstraße einbezogen. Ein Teil der Straße liegt in Grunewald. | Waldmeisterstraße                                                                |
| Wangerooger Steig (Lage)              | 0100                     | Wangerooge, östlichste der sieben bewohnten Ostfriesischen Inseln                                                              | 15. Dez. 1930       | In diesem Gebiet wurden mehrere Straßen nach Badeorten an der Nord- und Ostseeküste benannt. | Wangerooger Steig                                                                |
| Warmbrunner Straße (Lage)             | 0480 (im Ortsteil)       | Bad Warmbrunn (heute Cieplice Slaskie-Zdrój), Kurort am Fuße des Riesengebirges                                                | 24. Jan. 1898       | Der vormalige Name ab 1890 war Straße S 19 und Wilmersdorfer Straße (1898–1902). Der westliche Abschnitt der Straße liegt in Grunewald. Die Straße liegt im Ortsteil zwischen Grunewald (Auguste-Viktoria-Straße) und Cunostraße / Ecke Hohenzollerndamm, zu der keine Ausfahrt besteht. Im Gebiet sind die Namen nach bekannten Kurorten vergeben worden. Im Berliner Straßenregister (RBS) ist die Straße auf 450 Metern als normale Fahr- und Gemeindestraße ausgewiesen, jedoch gehören 30 Meter zur Okstra-Klasse F und sind als Fußgängerweg (RBS: FUWE) ausgewiesen. Im Ortsteil liegen die Grundstücke 18–52 (gerade) und 11–45 (ungerade), die bevorzugt mit Wohnhäusern bebaut sind, ausgenommen ist das Grundstück 25/27 und die Ecke (29, 31 existiert nicht) an der Salzbrunner Straße mit dem Evangelischen Gymnasium zum Grauen Kloster auf dem Grundstück und der Adresse Salzbrunner Straße 41.                      | Warmbrunner Straße                                                               |
| Warnemünder Straße (Lage)             | 0500                     | Warnemünde, Ortsteil von Rostock an der Ostsee                                                                                 | 6. März 1891        | In diesem Gebiet wurden mehrere Straßen nach Badeorten an der Nord- und Ostseeküste benannt. | Warnemünder Straße                                                               |
| Weinheimer Straße (Lage)              | 0490                     | Weinheim, Stadt im Rhein-Neckar-Kreis in Baden-Württemberg                                                                     | 22. Juli 1908       | Die Straße entstand, als der südliche Abschnitt der Cranzer Straße abgetrennt wurde. | Weinheimer Straße                                                                |
| Werner-Richard-Heymann-Platz (Lage)   | 090 × 20                 | Werner Richard Heymann (1896–1961), Komponist und Dirigent                                                                     | 4. Apr. 2020        | Der Platz liegt im Neubaugebiet Maximilians-Quartier zwischen den beiden Schenkeln der Helene-Jacobs-Straße. Das Quartier wurde auf dem nordwestlichen Teil der KGA Oeynhausen errichtet. | Berlin-Schmargendorf Werner-Richard-Heymann-Platz                                |
| Wildentensteig (Lage)                 | 0190                     | Wildenten, wild lebende Entenvögel                                                                                             | 29. März 1939       | Der vormalige Name war Straße G 27. | Wildentensteig                                                                   |
| Zoppoter Straße (Lage)                | 0470                     | Zoppot, deutscher Name der polnischen Stadt Sopot                                                                              | 6. März 1891        | Um 1906 erfolgte die südliche Verlängerung der Straße bis zur Lentzeallee. Das Straßenland und die Ostseite der Straße liegen in Wilmersdorf. In diesem Gebiet wurden mehrere Straßen nach Badeorten an der Nord- und Ostseeküste benannt. | Zoppoter Straße                                                                  |

## Einstige und geplante Straßen und Plätze
- Im Adressbuch 1900 sind für Schmargendorf[6] die
  - Auguste-Victoria-Straße: Postbezirk Halensee, Friedrichsruher Straße, bebaut 1, 2, 3, Baustellen, Zimmerplatz, Caspar-Theiß-Straße, Baustellen, Paulsborner Straße
  - Breitestraße: Mecklenburgischestraße, Stoerweg, Davoser-, Spandauer-, Hundekehle-, Warnemünder-, Zoppoterstraße, die meisten der Grundstücke 1–50 sind bebaut, darunter Schul- und Gemeindehaus und die Kirche
  - Crampasplatz an der Doberanerstraße
  - Davoser Straße zwischen Breite und Spandauer Straße, mit Baustellen und dem Schulzeschen Haus
  - Delbrückstraße: Postbezirk Grunewald, zwischen Hubertusbader und Karlsbader Straße mit dem Jaretzkeschen Haus
  - Doberaner Straße: Warnemünder, Heiligendammer-, Saßnitzer Straße, mit Baustellen und dem Fünfparteienhaus auf Grundstück 4
  - Forckenbeckstraße: Postbezirk Wilmersdorf, ab Schmargendorfer Bahnhof, mit der V. Städtischen Gasanstalt
  - Franzensbader Straße: Spandauer, Elgersburger, Reinertzstraße, Hubertusallee, Hubertusbader Straße, mit Baustellen und den Restaurants Franzensbad und Waldpark; wovon das erstere zum Postbezirk Grunewald gehört
  - Friedrichshaller Straße: Mecklenburgische bis Davoser Straße mit der Villa Henkel
  - Friedrichsruher Straße: Postbezirk Halensee, Kunz-Buntschuh-, Auguste-Victoria-, Paulsborner Straße, 1–7 liegen in Halensee, bebaut ist 11, 12, 13 mit Mehrfamilienhäusern
  - Heiligendammer Straße: Zoppoter, Misdroyer, Doberaner, Warnemünder Straße, 1–10 und 19, 25, 27, 40, 41 (fortlaufend) sind mit Mehrfamilienhäusern bebaut.
  - Helgolandstraße: Zoppoter bis Mecklenburgische Straße, mit 1, 4, 5 bebaut und in den Häusern 6 und 18 wohnen Landwirte
  - Hubertusbader Straße: zum Postbezirk Grunewald, Hubertusallee / Delbrück- / Karlsbader / Franzensbader Straße, Baustellen und drei Restaurants: St. Hubertus, Waldhaus und Waldpark
  - Hundekehlestraße: von Breite Ecke Spandauer Straße zur Kösener Straße mit den bebauten Grundstücken 1–9 (ungerade), davon 6a Baustelle, 10–14 (bebaut), Sulzaer Straße, 15–20 außer Baustelle 17 mit Wohnhäusern bebaut, Ruhlaerstraße, Wohnhäuser 21, 22, Marienbader Straße, Baustellen, Karlsbader Straße, Baustellen, Teplitzer Straße
  - Kirchstraße: ab der Misdroyerstraße ist sie auf Grundstück 1 und 2 mit zwei Wohnhäusern bebaut.
  - Kösener Straße: Hundekehlestraße–Spandauer Straße, 3 mit einem Zweiparteienhaus bebaut, auf 4 steht ein 14-Parteienhaus vom Post-, Spar- und Vorschußverein
  - Mecklenburgische Straße: zwischen der Gemarkung Wilmersdorf und Wilmersdorf mit den bebauten Grundstücken 48, 49 und 52 über Friedrichshaller, Breite, Helgolandstraße hinweg
  - Misdroyer Straße: Heiligendammer, Kirch-, Warnemünder Saßnitzer Straße, 14 Wohnhäuser auf den fortlaufend nummerierten Grundstücken 1–25, auf 7 der Kirchhof
  - Ruhlaer Straße mit den Grundstücken 1–25 zwischen Hundekehle- und Spandauer Straße, drei Wohnhäuser (21/22 ein Zehnparteienhaus)
  - Saßnitzer Straße: Misdroyer Straße, Doberaner Straße / Crampasplatz, mit dem Bohm'schen Haus bebaut
  - Spandauer Straße: Davoser / Franzensbader / Karlsbader >> Teplitzer Straße << Karlsbader / Marienbader / Sulzaer / Kösener / Hundekehlestraße: Grundstück 1 ist mit Eigentümer Landwirt Balz für zwei Mieter bebaut gefolgt von Baustellen der Balzschen Erben zur Franzensbader Straße hin
  - Sulzaer Straße: Hundekehlestraße, 1–4 Baustellen, 5, 6 mit zwei Wohnhäusern, Spandauer Straße, rechts ein Neubau des Maurermeisters Müller an der Ecke Hundekehlestraße
  - Teplitzer Straße: Hundekehlestraße, Baustelle der Schmidtschen Erben auf Grundstück 1, 2–8: Wohnbauten dann Baustellen, Eger-, Spandauer, Hubertusbader Straße
  - Warnemünder Straße: Breite Straße, 1–7 Wohnbauten, Misdroyer Straße, Baustellen, Doberaner Straße, Baustellen und 14/15 Wohnhaus, Heiligendammer Straße, Gemarkung Spandauer Forst.
  - Zoppoter Straße: Breite, über Heiligendammer zur Helgolandstraße, von den Grundstücken 1–17 sind einige bebaut: 1 von Landwirt Schmidt, 2 von Witwe Senewaldt, 3 von Rentier Kräkenbrinck, 14 von Landwirt Schulz, 15 von Fuhrherr Schöneberg, 16 ist ein Achtparteienhaus mit dem Stuckgeschäft Drechsler & Ernst im Eigentum der zwei Bildhauer E. und H. Drechsler

Die Häuser sind bewohnt oder genutzt von einem Agenturgeschäft, einem Architekten, fünf Bäcker, zwei Barbiere, einem Bauunternehmer und einem Bierverleger, drei Bildhauer, drei Brennmaterialhändlern, einem Bronzewarenhändler, eine Buchhandlung, ein Cigaretten- und Tabakgeschäft, acht Colonialwarenhändler, ein Confectionsgeschäft für Herrengarderobe, ein Drechsler, zwei Drogen- und Parfümeriegeschäfte, vier Fleischer, eine Fouragehandlung, ein Früchte- und Gemüsehändler, sechs Fuhrgeschäfte, zwei Gärtner, 17 Gastwirthe teilweise mit Restaurant am Ort, ein Glaser, zwei Hebammen, ein Ingenieur, zwei Klempner, eine Kochfrau, ein Korbmacher, sechs Maler (davon drei Kunstmaler), ein Maurermeister, drei Mechaniker/Optiker, ein Metallwaarenhändler, fünf Molkereien, drei Plätterinnen, ein Posamentierwaarendetailgeschäft, eine Putzmacherin, ein Sattler, vier Schlosser, eine Schmiede, sieben Schneider, ein Schornsteinfeger, fünf Schuhmacher, ein Stellmacher, drei Stuckateure und drei Tapezierer und Dekorateure, zwei Tischler und zwei Töpfer, ein Uhrmacher, eine Wasch- und Plättanstalt, ein Weingroßhandlung im Restaurant St. Hubertus, ein Zeichner und ein Zimmermeister.
Im Adressbuch 1900 gibt der Plan der Terraingesellschaft Berlin-Südwesten eine Übersicht zu den Bebauungsabsichten und den dafür angelegten und vorgesehenen Straßen.
- Am Schülerheim[8]
- Im Schwarzen Grund
- Rückertstraße
- Roseneck: Der amtlich als Roseneck benannte Platz liegt in Grunewald. Allerdings wird im Sprachgebrauch die gesamte Freifläche mit den Verkehrs- und Grünflächen bis nach Schmargendorf hinein „Roseneck“ genannt. Roseneck in diesem Sinne wird als Fahrtziel der BVG-Busse benutzt. Der Platz Roseneck lag immer westlich vom Hohenzollerndamm,[9][10] allerdings erstreckte sich die genannte Gegend zwischen Königsberger und Marienbader Straße über den Hohenzollerndamm, wobei der Platz und die Königsmarck-/Hundekehlestraße einbezogen sind.[11]

Im Stadtplan von Berlin, Verlag Richard Schwarz, 1946, sind östlich der Cunostraße auf dem Gelände der Kleingartenkolonien vermerkt:
- Nenndorfer Straße
- Oeynhauser Straße (nördliche Verlängerung der heute existierenden Straße)
- Pyrmonter Straße
- Lippspringer Straße
- Driburger Straße.

## Sonstige Örtlichkeiten in Schmargendorf

### Kleingartenanlagen
Die Kolonien ‚Oeynhausen‘, ‚Mannheim‘ und ‚Kissingen‘ (südlich), sowie ‚Friedrichshall‘ und ‚Alt-Rheingau‘ liegen im Gebiet zwischen Forckenbeck- und Friedrichshaller Straße (entlang Ortsteilgrenze der Mecklenburgischen Straßen) westlich der Anschlussstelle Mecklenburgische Straße. Die KGA ‚Blaupunkt‘ setzt diese geschlossene Kleingartenfläche nördlich der Forckenbeckstraße fort und wird vom Gewerbezentrum Post, dem Sommerbad und Sportanlagen begrenzt. Im Nordwesten des Ortsteils liegt die KGA ‚Paulsborn-Kudowa‘ an der Grenze zu Grunewald (Auguste-Victoria-Straße), südlich der Charlottenburger zur Kudowastraße begrenzt von Wohnbauten. Die kleine Kolonie Orber-/Cunostraße lag zwischen diesen beiden nördlich der Charlottenburger Straße und ist durch die Kita bebaut, sie ist nicht mehr im KGA-Plan von 2014 aufgeführt. Der Bezirksverband Wilmersdorf verfügte 1975 über 7500 Parzellen. Die politische Entwicklung machte Wilmersdorf in der Zeit nach dem Mauerbau 1961 zum City-Bezirk, erhöhte den Bedarf an Wohnungsbau und kommunalen Einrichtungen und viele Kleingärten verschwanden als Bauland.
- Kolonie ‚Alt Rheingau‘: Diese Kolonie hat eine Gesamtfläche von 8812 m² und 33 Mitglieder. Sie ist im Kleingartenentwicklungsplan der Senatsverwaltung[16] unter der Nummer 4081 als KGA ‚Alt Rheingau‘ mit der Adresse Mecklenburgische Straße 38/40 aufgenommen. Die Anlage ist mit elf Parzellen auf 2312 m² privater Pachtfläche, sowie 15 Parzellen auf 3856 m² auf landeseigenem Pachtland in „Kategorie Va“ (Dauerkleingärten nach Bebauungsplan) aufgenommen. Der Anlagenteil b besteht davon aus acht Parzellen auf 2644 m² und ist unter Kategorie III a lediglich zeitlich gesichert: nach Flächennutzungsplan als Bauflächen vorgesehene fiktive Dauerkleingärten. Die Kolonie ‚Alt Rheingau‘ wurde am 1. April 1911 gegründet. Auf Senatsbeschluss ist die Schutzfrist für die Teilfläche b auf 2020 verlängert worden.[17]
- Kolonie ‚Blaupunkt‘: Sie wurde am 1. April 1934 gegründet. Diese Gartenanlage mit der Postadresse Forckenbeckstraße 15 ist durch die Darstellung im Flächennutzungsplan als Grünanlage, mit der Kennzeichnung als KGA ‚Blaupunkt‘ dauerhaft im Bestand gesichert. Diese 22 Parzellen sind als fiktive Dauerkleingärten nach Kategorie Vb auf 6084 m² landeseigenem Pachtland damit unter 4085 im Kleingartenentwicklungsplan aufgenommen.
- Kolonie ‚Friedrichshall‘ besitzt 41 Parzellen auf 13.995 m² landeseigenem Pachtland. Die KGA Friedrichshall ist unter 4088mit Kategorie Vb (fiktive Dauerkleingärten auf FNP-Grünflächen) mit der Adresse Friedrichshaller Straße 2–5 im Entwicklungsplan als dauerhaft gesichert aufgenommen. Die Kolonie ‚Friedrichshall e. V.‘ wurde am 11. Oktober 1919 gegründet.
- Kolonie ‚Kissingen‘: Diese Gartenkolonie in der Nähe von ‚Alt-Rheingau‘ ist unter der postalischen Adresse Mecklenburgische Straße 38/42 zum Teil als dauerhaft (als „Va“ geführt) gesicherte KGA ‚Friedrichshall‘ im Entwicklungsplan (4093) aufgenommen, da die Fläche mit einem Bebauungsplan festgelegt ist. Dies gilt für die Dauerkleingärten auf 158 Parzellen der 43.894 m² landeseigenem und 12 Parzellen 3487 m² Privatlandes des Gartenvereins. Für die 15 Parzellen auf 4384 Landesland besteht nur zeitliche Sicherung (IIIa), da diese Flächen nach Flächennutzungsplan für Bebauung vorgesehen sind. Auf Senatsbeschluss ist die Schutzfrist für diese Teilfläche bis 2020 verlängert worden.[17]
- Kolonie ‚Mannheim‘: Diese Kolonie ist eigenständig nicht im KGA-Plan von 2014 aufgeführt. Die jenseits der Autobahn im Ortsteil Wilmersdorf liegende Kolonie ‚Am Fenn‘ wurde am 1. Mai 1916 als Kolonie ‚Rudolfstadt‘ gegründet und wurde 1934 als Kolonie Mannheim umbenannt, aber seit 1945 ‚Am Fenn‘.
- Kolonie ‚Oeynhausen‘:[18] Zu dieser KGA Oeynhausen gab es eine Volksabstimmung über die weitere Nutzung dieser Anlage (4096) an der Friedrichshaller Straße 2–5.[19] Im KGA-Plan vom Jahre 2014 sind nunmehr auf 38.587 m² 135 Parzellen als „Va“ (Dauerkleingärten nach Bebauungsplan) dauerhaft gesichert, weitere 302 Parzellen auf einer privaten Fläche von 92.785 m² sind hoch gesichert als „IV“: sonstige Kleingärten mit Darstellung im FNP als Grünflächen. Kolonie ‚Oeynhausen e. V.‘ wurde am 12. Juli 1904 gegründet. Die Kolonie hat eine Gesamtfläche von 131.372 m² und 436 Mitglieder.
- Kolonie ‚Paulsborn-Kudowa‘: Benannt nach der Lage in der Kudowastraße auf Landesland gelegen ist die KGA ‚Paulsborn-Kudowa‘ nach dem „Kleingartenentwicklungsplan 2014“ nur zeitlich (zunächst)[17] bis 2020 gesichert (Nummer 4097 als Kategorie IIIa). Die 35 Parzellen auf 7480 m² Fläche sind fiktive Dauerkleingärten, die im Flächennutzungsplan als Bauflächen eingetragen sind. Die Kolonie Paulsborn-Kudowa wurde 1950 gegründet, sie befindet sich in der Kudowastraße 3–7/Charlottenbrunner Straße 25–28 in 14193 Berlin und nach Angaben des Bezirksverbandes eine Gesamtfläche[12] von 10.023 m² und 46 Mitglieder.

### Siedlungen
Der Bankier Carl Fürstenberg kaufte mit der „Handelsgesellschaft für Grundbesitz“ den Schmargendorfer Bauern in den 1890er Jahren Ländereien ab. Die vor dem Ersten Weltkrieg gebauten Wohnanlagen sind teilweise noch im Besitz dieser Gesellschaft. Es entstanden an den Schmargendorfer Straßen begrenzte einheitliche Wohnbauten.
- Reichsbanksiedlung (1923–1926) von Werner March (Lage) am Kissinger Platz
- Wohnanlage Kirchstraße
- Wohnanlage Borkumer Straße
- Wohnanlage Franzensbader Straße

### Grünanlagen
Neben mehreren Grünflächen an und auf Plätzen im Ortsteil sind anzugeben:
- Messelpark, 50 Meter breit entlang der Bernadottestraße, nördlich der Pücklerstraße liegt er im Ortsteil, der Süden gehört zu Dahlem
- Friedhof Schmargendorf: Landeseigener Friedhof Schmargendorf Misdroyer Straße 51/53, ein Alleequarierfriedhof auf 16.215 m² mit zwei Baudenkmalen: Familiengrab Tübbecke[20] von 1898 und Wandgrab B 5–6 für Julius Habicht[21] von 1912. Zudem stehen die Neuapostolische Kirche in der Warnemünder Straße 3 und die Dorfkirche Schmargendorf in der Breiten Straße 38 am Rand des Friedhofs.
- Rückhaltebecken: 2,3 Hektar zwischen Hohenzollerndamm (hinter der Kreuzkirche, Nr. 150a), Forckenbeckstraße, Cunostraße, Kranzer Straße (südlich der Sekundarschule Wilmersdorf)
- Flinsberger Platz mit Spielplatz
- Carl-Ludwig-Schleich-Promenade, Grünzug nördlich der Plöner Straße bis zur Hubertusallee

### Sportanlagen
Die Sportanlagen im Ortsteil sind konzentriert auf die Fläche zwischen Fritz-Wildung-, Cuno-, Forckenbeckstraße, dem östlich anschließenden Gewerbezentrum und der im Norden entlangführenden Stadtautobahn, neben mehreren Sportplätzen befinden sich hier
- Stadion Wilmersdorf, Forckenbeckstraße 14a (zwischen Eisstadion und Sommerbad)
- Horst-Dohm-Eisstadion, Fritz-Wildung-Straße 9
- Stadtbad Wilmersdorf II (Schul- und Vereinsbad), Fritz-Wildung-Straße 7 und 7a
- Sommerbad Wilmersdorf im Südosten des Sportgeländes, Zugang von der Forckenbeckstraße 14, neben der KGA Blaupunkt (Nr. 15)
- Tennishalle, Cunostraße 28
- Werner-Ruhemann-Sporthalle, Forckenbeckstraße 37 an der Ecke mit der Cunostraße
- Lothar-Jordan-Zentrum für Sportmedizin, Forckenbeckstraße 21
- Harald-Mellerowicz-Sporthalle, Forckenbeckstraße 18/20
- Schießstände, Forckenbeckstraße 17a

Weiterhin gibt es
- die Tennisplätze Reinerzstraße 8, zwischen Cunostraße und hinter Hohenzollerndamm 67–76 (fortlaufend)
- die Gewichtheber-Halle in der Karlsbader Straße